# Общество художников Вашингтона
Общество художников Вашингтона (англ. Society of Washington Artists, сокр. SWA) — объединение вашингтонских художников, созданное в 1890 году в Вашингтоне.

## История

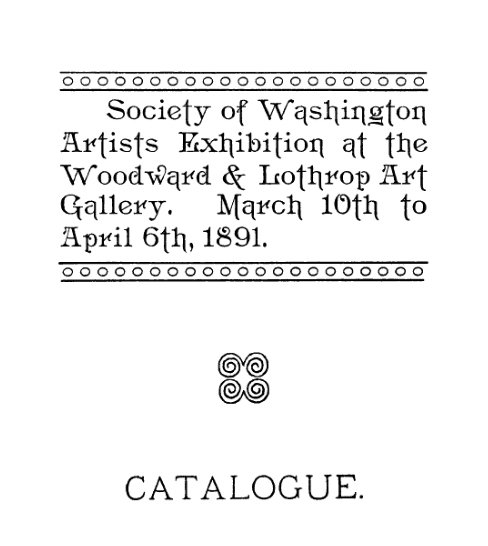
Обложка каталога Общества вашингтонских художников, 1891

Общество было организовано Лигой студентов-художников Вашингтона (Art Students League of Washington). Первая выставка общества состоялась в 1891 году в здании галереи Woodward & Lothrop.
Через несколько лет у общества появилась собственная галерея на Коннектикут-авеню, 1020. В этом художественном пространстве Общество художников Вашингтона выставляло заимствованные произведения искусства, хранящиеся в частных коллекциях в Вашингтоне. К 1900 году ежегодные выставки общества включали уже художников из других городов и были предшественниками выставки современного американского искусства (Biennial Exhibition of Contemporary American Art) в галерее Коркоран. В числе первых экспонентов были: Элис Пайк Барни, Фрэнк Уэстон Бенсон, Уильям Меррит Чейз, Бирдж Харрисон, Чайлд Хассам, Хобарт Николс, Эдвард Уиллис Редфилд, Джульет Томпсон и Ирвинг Рэмси Уайлс.
Общество имеет коллекцию произведений искусства, бо́льшая часть которой была подарена в 2015 году попечителями Художественной галереи Коркоран.